# Birdie Wing: Golf Girls' Story
Birdie Wing: Golf Girls' Story es una serie de televisión anime original sobre golf producida por Bandai Namco Pictures y dirigida por Takayuki Inagaki. La serie se estrenó en abril de 2022.
Tras la conclusión de la serie, se anunció que se produciría una segunda temporada. Inicialmente estaba programado para enero de 2023, pero luego se retrasó hasta abril de 2023 debido a "varias circunstancias".

## Trama
La historia se centra en dos jóvenes golfistas llamadas Eve y Aoi Amawashi. Las dos proceden de entornos completamente diferentes, tienen estilos de juego totalmente opuestos y juntas sacudirán el mundo del golf.

## Personajes
Eve (イヴ Ivu?)
 Seiyū: Akari Kitō
Una chica con un estilo de golf optimista que gana dinero con los juegos de golf clandestinos. Usando su "Rainbow Bullet" y otros estilos de golf, derrota fácilmente a sus oponentes. Nacida en el país ficticio de Nafrece, su nombre es Evangeline Burton, perdió la memoria cuando era niña. Ella conoció a Aoi en el Campeonato de Golf Amateur Sub-15 y desarrolló una obsesión hacia ella. Con el fin de alcanzar a Aoi, Eve participó en apuestas clandestinas de golf promovidos por la mafia para ganar dinero bajo la tutela de Rose Aleon. Tras haberle ganado a Rose en una de esas apuestas clandestinas, Eve se vio obligada a huir a Japón ante la amenaza de ser asesinada por Catherine. Al llegar a Japón, Eve se inscribe en la Academia Raiou, donde se reencuentra con Aoi. Luego participan en el Campeonato de Dobles de Escuela Secundaria Femenina de Japón quedando como campeonas. Durante el torneo, Eve recupera sus recuerdos y revela que su padre es Kazuhiko Hodaka y su madre es Eleanor Burton. Sin embargo, cuando la mamá de Aoi descubre sus vínculos con la mafia, Eve es expulsada de la Academia y deportada a Nafrece, donde aprovecha la oportunidad para saber más de su familia y convertirse en una jugadora profesional. Tras haber quedado campeona en el Abierto Femenino, Eve participa en el Abierto Británico donde se reencuentra con Aoi. Eve logra quedar en primer lugar en el torneo, pero cuando sus vínculos con la mafia salen a la luz, su victoria es anulada (quedando Juha Hamilail como campeona) y suspendida su licencia como jugadora profesional por 3 años. Un año después de haber cumplido la sanción, Eve y Aoi vuelven a enfrentarse en un torneo de golf.
Aoi Amawashi (天鷲葵 Amawashi Aoi?)
 Seiyū: Asami Seto
Hija del director ejecutivo de Tenwa Group, es una habilidosa jugadora de golf que forma parte del club de golf de Raiho Girls' Academy. Se dice que su sonrisa puede aplastar a sus oponentes para derrotarlos. Aoi saltó a la fama durante su debut oficial en el Campeonato de Golf Amateur Sub-15, que se celebró en Nafrece, donde conoció a Eve y mostró interés en ella. Se revela mediante un flash-back que Aoi no es hija de Kazuhiko Okada, sino de Reiya Amuro, algo que ella al inicio no acepta, pero después lo reconoce después de ganar el Abierto Japonés. Más adelante, Aoi participa en el Abierto Británico para cumplir su promesa de jugar contra Eve. Sin embargo, la enfermedad que heredó de su padre se manifiesta en ella, por lo que Aoi se retira del torneo y termina como caddie de Eve durante el último día. Cuatro años después, Aoi se reencuentra con Eve en otro torneo de golf.
Amane Shinjō (新庄雨音 Shinjō Amane?)
 Seiyū: Ami Koshimizu
Es la mejor amiga de Aoi y su caddie. Tiene un amplio conocimiento, ya sea de psicología, estadística o meteorología, junto con información detallada sobre los rivales y los cursos en los que participará Aoi, para darle una ventaja superior.
Lily Lipman (リリィ・リップマン Rirī Rippuman?)
 Seiyū: Akira Sekine
Es amiga de Eve y vive en los barrios marginales de Nafres con ella y su hermana Klein. Ella es enérgica, alegre y de buen corazón. A menudo es la caddie de Eve durante sus juegos de golf clandestinos.
Reiya Amuro (亜室麗矢 Amuro Reiya?)
 Seiyū: Tōru Furuya
Es el asesor de clubes de golf en Raiho Girls' Academy. Es el padre biológico de Aoi. Solía ser un jugador profesional de golf, pero se retiró a causa de una esclerosis.
Leo Millafoden (レオ・ミラフォーデン Reo Mirafōden?)
 Seiyū: Shūichi Ikeda
Él es el entrenador de golf de Eve que la dejó después de que él terminó de enseñarle las habilidades de golf que ella "necesitaba". Según Reiya Amuro, Leo era el golfista legendario que deambula por el mundo para perfeccionar sus habilidades, y venció a todos los golfistas profesionales y aficionados, incluso al propio Reiya. Sin embargo, solo un golfista ha derrotado a Leo: Kazuhiko Hodaka.
Rose Aleon (ローズ・アレオン Rōzu Areon?)
 Seiyū: Toa Yukinari
La intermediaria de Eve y Klein en el inframundo de la mafia. También es una experta golfista. En el pasado, fue aprendiz de Leo, pero su relación se rompió cuando Rose decidió unirse al grupo mafioso de Catherine. Una vez, por perder un partido, perdió uno de sus brazos (como lo perdió se lo cortaron para pagar el precio) y tuvo que reemplazarlo por uno robótico. Dirige la operación de la tienda de golf de Catherine, que es uno de los frentes que usa Catherine para ocultar sus actividades ilegales en el negocio clandestino de apuestas de golf. Se enfrenta a Eve en un partido de golf de apuesta, en el cual pierde, por lo que Catherine contrata a un sicario para asesinarla. En sus últimos momentos de vida Rose se imagina una vida alternativa en la que conquista el mundo del golf con Leo como su mentor y caddie.
Catherine (カトリーヌ Caterin?)
 Seiyū: Umeka Shoji
Una magnate inmobiliaria que tiene vínculos con la mafia y la patrona de Rose. Después de perder en una apuesta de partido de golf por el derecho a desarrollar los barrios marginales, Catherine contrata a sicarios para asesinar a Rose y Eve, pero solo consigue matar a la primera.
Ichina Saotome (早乙女イチナ Saotome Ichina?)
 Seiyū: Saki Fujita
Es una estudiante de primer año en el departamento de clubes de golf y caddie de la Academia Raiho Girls. Ichina aspira a ser una caddie profesional y es buena leyendo el viento y la hierba. Tiene buena memoria y recuerda los nombres de los jugadores que participaron en campeonatos pasados. Luego de que Eve fuera deportada a Nafrece, Ichina se retira de la academia y viaja a Nafrace para convertirse en caddie de Eve.
Kinue Jinguji (神宮寺絹江 Jingūji Kinue?)
 Seiyū: Mai Nakahara
Mizuho Himekawa (姫川みずほ Himekawa Mizuho?)
 Seiyū: Yukari Tamura
Kaede Oikawa (及川楓 Oikawa Kaede?)
 Seiyū: Yū Kobayashi
Kaoruko Iijima (飯島薫子 Ījima Kaoruko?)
 Seiyū: Mao Ichimichi
Kuyou Iseshiba (伊勢芝九葉 Iseshiba Kuyō?)
 Seiyū: Satomi Arai
Vipere (ヴィペール Vipēru?)
 Seiyū: Kaori Nazuka
Una golfista famosa en el mundo clandestino que se enfrenta a Eve cuando es contratada por el jefe de la mafia Nicholas. Más tarde se convierte en amiga de Eve.
Haruka Misono (実園遥香 Misono Haruka?)
 Seiyū: Rina Satō
Seira Amawashi (天鷲世良 Amawashi Seira?)
 Seiyū: Yūko Kaida
Madre de Aoi y ex golfista profesional. El Grupo Tenwa, que fue heredado de su padre, se ha convertido en una gran empresa global. Actualmente está trabajando duro para que Aoi tenga éxito en el mundo del golf. En su juventud desarrolló un romance con Reiya Amuro, donde quedó embarazada. Sin embargo, por presión de su padre se casó con Kazuhiko Hodaka, quien la ayudó a criar a Aoi. Al descubrir que Eve participó en Nafrece usando el alias "Eve Aleon" y que estuvo involucrada en la mafia, Seira hará lo posible para alejar a Eve de su hija.
Klein Clara (クライン・クラーラ Kurain Kurāra?)
 Seiyū: Sayaka Kinoshita
La hermana de Lily y propietaria de la tienda ilegal donde ella, Eve y Lily viven junto con sus tres hijos inmigrantes huérfanos.
Kazuhiko Hodaka (穂鷹 一彦 Hodaka Kazuhiko?)
 Seiyū: Kōsuke Toriumi
Fue el padre biológico de Evangeline Burton y el padrastro de Aoi Amawashi. Fue un golfista profesional activo en el mundo. Durante sus viajes en el extranjero conoció a Eleanor Burton en Nafrece, donde se enamoraron y tuvieron como hija a Eve. De regreso a Japón, aceptó casarse con Seira a cambio de que esta no fuera obligada por su padre a abortar a Aoi. Crio a Aoi como su hija y le enseñó los principios básicos del golf. Al cabo de los años regresó a Nafrece, donde conoció finalmente a su hija Eve. Más tarde los 3 viajan en un crucero con motivo del cumpleaños de Eve, pero una tormenta hunde el barco, lo que ocasiona la muerte de Kazuhiko y Eleanor.
Eleanor Burton (エリノア・バートン Erinoa Bāton?)
 Seiyū: Yūko Minaguchi
Fue la madre de Eve. Ella y Kazuhiko se conocieron cuando éste se encontraba en Nafrece y se enamoraron, quedando Eleanor embarazada de Eve. Años después Eleanor se reencuentra con Kazuhiko y le presenta a Eve como su hija. Ella muere junto con Kazuhiko producto del naufragio del crucero en el que viajaban para celebrar el cumpleaños de Eve. Eleanor es hija de Michael Burton, fundador de una de las marcas más grandes de golf en Europa y un mafioso.
Aisha Khambatta (アイシャ・カンバッタ Aisha Khambatta?)
 Seiyū: Yū Serizawa
Golfista y nueva aprendiz de Leon. Es muy intuitiva. Abruma al oponente con un juego dinámico lleno de salvajismo. Su frase favorita es "Aye aye!"
Juha Hamilail (ユーハ・ ハミライル Jūha Hamirairu?)
 Seiyū: Yū Asakawa
Jugadora estadounidense profesional del golf conocida como "Emperatriz Lunar". Una golfista de habilidad inquebrantable, es tres veces campeona del Abierto Británico de manera consecutiva. Siempre está tranquila y serena, y tiene un espíritu fuerte que no flaquea en lo más mínimo. Ella participa en el Abierto Británico donde a pesar de quedar en segundo lugar, es declarada campeona en el torneo al ser anulada la victoria de Eve.
Karen Lapana (カレン・ラパーナ Karen Rapāna?)
 Seiyū: Shizuka Itō
Es la caddie de Juha Hamilail. Junto con miembros exclusivos del personal, brindan apoyo total a Juha. Ella fue quien contrató a Remelda para averiguar sobre Eve y exponer sus vínculos con la mafia.

## Producción y lanzamiento
La serie de anime original se anunció el 28 de octubre de 2021. Está producida por Bandai Namco Pictures y dirigida por Takayuki Inagaki, con guiones escritos por Yōsuke Kuroda y música compuesta por Kōtarō Nakagawa y Hironori Anazawa. La serie se estrenó el 6 de abril de 2022 en TV Tokyo y otras cadenas. El tema de apertura es "Venus Line" de Kohmi Hirose, mientras que el tema de cierre es "Yodaka" de Tsukuyomi. Crunchyroll obtuvo la licencia de la serie. Medialinklo autorizó el lanzamiento en el sudeste asiático y Oceanía menos Australia y Nueva Zelanda; lo transmitirán en su canal de YouTube Ani-One y Bilibili.